# Diddy Kong
Diddy Kong (ディディーコング, Didī Kongu) é um personagem fictício da série de jogos eletrônicos Donkey Kong, que fez sua primeira aparição em 1994 no jogo Donkey Kong Country. Ele vive na ilha Donkey Kong no Kongo Jungle, e é identificado pelo boné vermelho com o logotipo da Nintendo, e por sua camisa vermelha. Ele é sobrinho de Donkey Kong e seu parceiro. Ele é descrito como "sobrinho aspirante" de Donkey Kong no manual de Donkey Kong Country e ocasionalmente como um chimpanzé, apesar de sua cauda. Ele é conhecido por sua habilidade de pilotar um jet pack formado a partir de um tambor e de usar um par de pistolas de madeira que atira amendoins. Ele foi originalmente concebido para Donkey Kong Country pela Rare como uma versão atualizada de Donkey Kong Jr., porém ele foi modificado para um personagem original devido a resposta da Nintendo.
Diddy Kong fez várias aparições na série Donkey Kong, aparecendo em todos o jogos das séries Donkey Kong Country e Donkey Kong Land, sendo sua aparição mais notável em Donkey Kong Country 2: Diddy's Kong Quest, onde foi o protagonista, juntamente com Dixie Kong sua namorada. Ele recebeu um spin-off chamado Diddy Kong Racing, e mais recentemente como co-estrela de Donkey Kong, em Donkey Kong Country Returns. Ele também apareceu em outros jogos da Nintendo como Super Smash Bros. Brawl, e diversos jogos da série Mario. Fora dos jogos eletrônicos, ele participou da animação Donkey Kong Country, sendo dublado por Andrew Sabiston.
Desde sua aparição em Donkey Kong Country, Diddy recebeu recepção de modo geral positiva, forte o bastante para se criar muitos fãs, que resultou a Diddy seu próprio spin-off. Ele tem sido destaque na venda de diversos produtos, incluindo brinquedos de pelúcia e doces. Ele tem sido considerado um personagem de qualidade em Super Smash Bros. Brawl, como o editor da UGO Networks, Russ Frushtick, citando vários atributos, incluindo sua aparência. No entanto, seu projeto tenha sido recebido com críticas; Mike Fahey, editor da Kotaku, o chamou de "Scooby-Loo" da série Donkey Kong. Phil Theobald, editor da GameSpy, criticou os projetos de personagem da série Donkey Kong da Rare, citando especificamente Diddy. Ele foi o protagonista de  Diddy Kong Kart

## Concepção e criação
Durante o desenvolvimento de Donkey Kong Country, Diddy foi originalmente criado para ser uma versão atualizada de Donkey Kong Jr.. Não gostando das alterações radicais feitas pela Rare em Donkey Kong Jr., a Nintendo disse a Rare que eles poderiam utilizar a aparência original de Donkey Kong Jr. em Donkey Kong Country ou renomear a nova versão dele. Se decidiu simplesmente renomear o nome do personagem, e a Rare sentia que era perfeito para a sua versão atualizada do mundo de Donkey Kong, a Rare decidiu num primeiro momento utilizar o nome "Dinky Kong", mas devido a questões legais não especificadas, colocou o nome de Diddy Kong. Fontes divergem se Diddy é o filho ou sobrinho de Donkey Kong.

## Aparições
Ele fez sua primeira aparição em Donkey Kong Country para o Super Nintendo Entertainment System como parceiro de seu protagonista Donkey Kong. Ele acompanha Donkey Kong ao longo de Kong Jungle para a batalha com King K. Rool e recuperar as bananas roubadas. Ele ganhou um papel mais importante na sequência Donkey Kong Country 2: Diddy's Kong Quest, ao lado da amiga Dixie Kong, que se juntam para resgatar Donkey Kong de Kaptain K. Rool. Mais tarde, ele apareceu em Donkey Kong Land, em que Cranky Kong lançou um desafio, ele e Donkey Kong tem que recuperar as bananas roubadas, agora no Game Boy. O terceiro jogo e o último para o SNES da série Donkey Kong Country, intitulado Donkey Kong Country 3: Dixie Kong's Double Trouble!, foi estrelado por Dixie Kong e Kiddy Kong em que tiveram de resgatar Diddy e Donkey Kong depois de terem desaparecido, durante todo o tempo lutando contra um cyborg chamado KAOS. Uma continuação foi lançada em setembro de 1996 para o Game Boy chamado Donkey Kong Land 2: Diddy's Kong Quest. Ele apresentava aproximadamente a mesma trama DKC2.[carece de fontes?] Em 1997 foi lançado Donkey Kong Land III, porém Diddy não aparece no jogo, embora fosse parte do enredo. Ele e DK partiram para inédita região de Northern Kremisphere para um concurso para encontrar a lendária Lost World. Dixie, furiosa por ela não ter sido convidada, decidiu unir forças com Kiddy e encontrá-la sozinha.
Ele estrelou o spin-off Diddy Kong Racing, jogo de corrida lançado para o Nintendo 64 em 1997, que só contou com o homônimo personagem Diddy Kong como um personagem da série Donkey Kong. O jogo introduziu os personagens Banjo e Conker que viriam a estrelar jogos como Banjo-Kazooie e Conker's Pocket Tales. O título foi um sucesso, tornando-se o jogo eletrônico que mais rapidamente foi vendido na história dos Estados Unidos na época. Em 2007, foi lançado um remake de Diddy Kong Racing para o Nintendo DS. Mais tarde, ele apareceu como um personagem jogável em Donkey Kong 64, sequência em 3D da série de jogos Donkey Kong Country, onde Donkey Kong e outros percorrem a ilha DK para derrotar o King K. Rool novamente. Ele também teve um papel importante em Donkey Kong: King of Swing, e DK Jungle Climber.

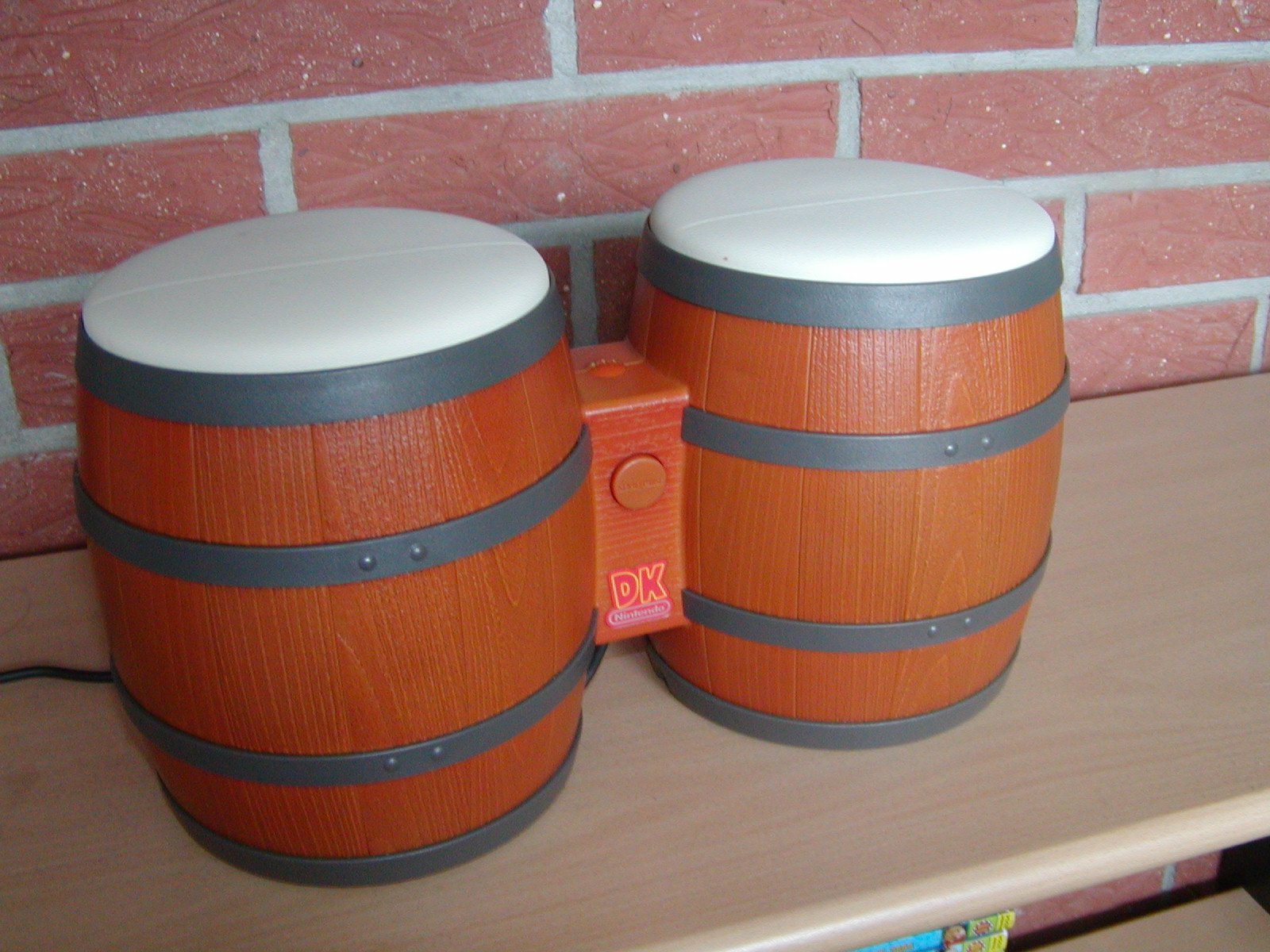
DK Bongos

Em 2004, o primeiro jogo não feito pela Rare no estilo de DKC. Desenvolvido pela Namco, Donkey Konga foi um título musical lançado para GameCube, que acompanhava o controle DK Bongos. O controle é usado para manter o ritmo com as batidas de covers de canções famosas (assim como as músicas de jogos da Nintendo). O jogo teve duas sequências, Donkey Konga 2 e Donkey Konga 3, este último lançado apenas no Japão. Diddy Kong apareceu como personagem jogável em Donkey Kong Barrel Blast. Diddy apareceu em diversos jogos de esportes da série Mario, incluindo Mario Power Tennis, Mario Superstar Baseball, Mario Hoops 3-on-3, Mario Kart: Double Dash, Mario Kart Wii, Mario Strikers Charged, Mario Super Sluggers, e Mario Sports Mix. Diddy Kong também aparece em Super Smash Bros. Brawl, em que alguns de seus ataques são baseados em torno aqueles que ele tem em Donkey Kong 64, como o Peanut Popguns e Rocketbarrel Boost.
Recentemente apareceu no jogo Donkey Kong Country Returns, onde ele atua como o personagem do segundo jogador.

### Outras mídias
Diddy Kong participa da animação Donkey Kong Country, onde o seu papel de parceiro de Donkey Kong manteve-se relativamente o mesmo que nos jogos. Sua voz foi dublada por Andrew Sabiston, em um estilo similar ao de Peter Puppy da série Earthworm Jim. Diddy Kong também tem aparecido em vários quadrinhos destaque em revistas oficiais da Nintendo. Algumas das histórias que ele apareceu incluem adaptações de Donkey Kong Country, Donkey Kong Country 2: Diddy's Kong Quest e Donkey Kong 64, bem como as histórias originais.

## Recepção
Desde sua aparição em Donkey Kong Country, Diddy recebeu recepção de modo geral positiva. Ele ganhou muitos fãs, levando-lhe a obtenção de seu próprio título spin-off chamado Diddy Kong Racing. Ele tem sido destaque na venda de diversos produtos, incluindo brinquedos de pelúcia e doces Bill Sannwald, editor da Game, Set, Watch, descreve Diddy como um "personagem colorido". A UGO Networks o chamou de um personagem legal, porque ele era uma "versão mais rápida e amigável" de Donkey Kong. Russ Frushtick, editor da UGO Networks, citou Diddy como seu personagem favorito entre os recém-chegados de Super Smash Bros. Brawl, citando a sua velocidade, força, habilidades, e sua aparência. Mike Fahey, editor da Kotaku, descreveu ele como o "Scrappy Doo" da série Donkey Kong. Ben Kuchera, editor da Ars Technica, criticou a remoção de Diddy e Donkey Kong em Donkey Kong Country 3: Dixie Kong's Double Trouble, comentando que os novos personagens deixaram o jogo menos atraente. O GameDaily lista Donkey e Diddy como coletivamente, um dos melhores jogos de dupla. Dave Meikleham, editor da GamesRadar, elogiou a inclusão de Donkey Kong como personagem principal em Donkey Kong Country Returns, chamando Diddy Kong de "fútil".